# Lista do Património Cultural Imaterial da Humanidade na Argentina

A Organização das Nações Unidas para a Educação, a Ciência e a Cultura (UNESCO) propôs um plano de proteção ao patrimônio cultural do mundo, através da Convenção sobre o Patrimônio Cultural Imaterial da Humanidade, cujo processo de implementação teve início em 1997 e foi oficializado em 2003. Esta é uma lista do Patrimônio Cultural Imaterial existente na Argentina, especificamente classificada pela UNESCO visando catalogar e proteger manifestações da cultura humana no país. A Argentina ratificou a convenção em 9 de agosto de 2006, tornando suas manifestações culturais elegíveis para inclusão na lista.
A manifestação cultural Tango foi a primeira manifestação da Argentina incluída na lista do Patrimônio Cultural Imaterial da UNESCO por ocasião da 4.ª Sessão do Comitê Intergovernamental para a Proteção do Patrimônio Cultural Imaterial da Humanidade, realizada em Abu Dhabi (Emirados Árabes Unidos) em 2009. Desde a mais recente adesão à lista, a Argentina totaliza 3 manifestações culturais classificadas como Patrimônio Cultural Imaterial.

## Bens imateriais
A Argentina conta atualmente com as seguintes manifestações declaradas como Patrimônio Cultural Imaterial pela UNESCO:
| | Tango |
| Bem imaterial inscrito em 2009. |       |
| Este bem é compartilhado com: Uruguai. |       |
| A tradição argentina e uruguaia do tango, hoje conhecida em todo o mundo, foi desenvolvida pelas classes populares urbanas de Buenos Aires e Montevidéu na bacia do Rio da Prata. Em meio a essa mistura de imigrantes europeus para a região, descendentes de escravos africanos e os nativos da região conhecidos como crioulos, uma ampla gama de costumes, crenças e rituais foram mesclados e transformados em uma identidade cultural distinta. Como uma das encarnações mais reconhecidas dessa identidade, a música, a dança e a poesia do tango incorporam e encorajam a diversidade e o diálogo cultural. É praticado nos tradicionais salões de dança de Buenos Aires e Montevidéu, espalhando o espírito de sua comunidade em todo o mundo, ao mesmo tempo em que se adapta a novos ambientes e tempos de mudança. Essa comunidade hoje inclui músicos, dançarinos profissionais e amadores, coreógrafos, compositores, compositores, professores de arte e os tesouros vivos nacionais que encarnam a cultura do tango. O tango também é incorporado às celebrações do patrimônio nacional na Argentina e no Uruguai, refletindo a ampla aceitação dessa música popular urbana. (UNESCO/BPI) |       |

| | Filete porteño em Buenos Aires, uma tradicional técnica de pintura |
| Bem imaterial inscrito em 2015. |                                                                    |
| Filete porteño de Buenos Aires é uma técnica de pintura tradicional usada para design ornamental que combina cores brilhantes com estilos específicos de letras. Ele pode ser visto como uma forma de decoração em ônibus e caminhões urbanos e também é usado para sinalização de lojas e, cada vez mais, decoração de casas. As imagens utilizadas remetem ao patrimônio da cidade incorporando elementos sociais e religiosos, atuando como uma forma de memória coletiva. Os designs populares incluem ícones que representam santos, políticos admirados, ídolos da música e do esporte. Provérbios e ditados também são eventualmente incorporados nos desenhos. A técnica começa com um desenho, que é então transferido para um suporte. Tinta sintética, verniz colorido e pincéis especiais de escova longa são, então, usados para completar o trabalho. Os artesãos do filete transmitem esta técnica a quem quiser aprendê-la. A educação formal não é necessária para desenvolver as habilidades necessárias, o que representa uma oportunidade para alguns jovens da comunidade que estão em risco de exclusão social. Nas últimas décadas, uma nova geração de artesãos têm participado das oficinas de filete e da prática em geral, produzindo uma nova estética para a forma de arte. (UNESCO/BPI) |                                                                    |

| | Chamamé |
| Bem imaterial inscrito em 2020. |         |
| Chamamé é uma forma de expressão cultural popular que é praticada principalmente na província de Corrientes. Seus componentes principais incluem um estilo de dança de "abraço íntimo", onde os participantes se abraçam peito a peito e seguem a música sem coreografia definida. Outros elementos incluem a musiqueada, ato comemorativo que inclui festa, oração e sapukay (uma fonação ou choro típico acompanhado de gestos e movimentos para transmitir emoções como alegria, tristeza, dor e bravura). O violino e a vihuela foram os instrumentos originais usados na música chamamé, mas o violão, gaita, acordeão de botão diatônico de duas fileiras, o bandoneón e o contrabaixo foram incorporados posteriormente. O canto está enraizado em canções de adoração. Historicamente, letras e poesias eram em guarani, a língua nativa regional, mas hoje, as tradições orais são transmitidas no dialeto yopará, uma combinação de espanhol e guarani. A música e a dança do chamamé são uma parte importante da identidade regional e desempenham importantes papéis sociais, pois são características comuns de reuniões comunitárias e familiares, celebrações religiosas e outros eventos festivos. O chamamé destaca valores como o amor pela terra, a fauna e a flora locais, a devoção religiosa e um ‘modo de ser’, expressão guarani que aponta para a harmonia entre o humano, o natural e o espiritual. (UNESCO/BPI) |         |